# Thurles
Thurles (Durlas in irlandese) è una città commerciale nella contea di North Tipperary, in Irlanda, a 22 km a nord di Cashel, che sorge lungo la N62. La città è stata fondata nel XIII secolo dal clan dei Butler.
La città conserva le rovine di due torri quadrate e risalenti al XV secolo: la Barry's Castle e la Black Castle.
Di maggiore importanza è invece un'antica croce celtica, che sorge a 6 km a sud del centro cittadino ed appartenente alla Holy Cross Abbey. L'abbazia fu costruita nel 1168 e prese il nome dalla reliquia della Santa Croce che era custodita in un reliquiario dell'abbazia stessa. La struttura attuale dell'edificio è frutto dei lavori di ingrandimento risalenti al XV secolo e alle opere di ristrutturazione degli anni settanta che hanno recuperato un'abbazia oramai in rovina.

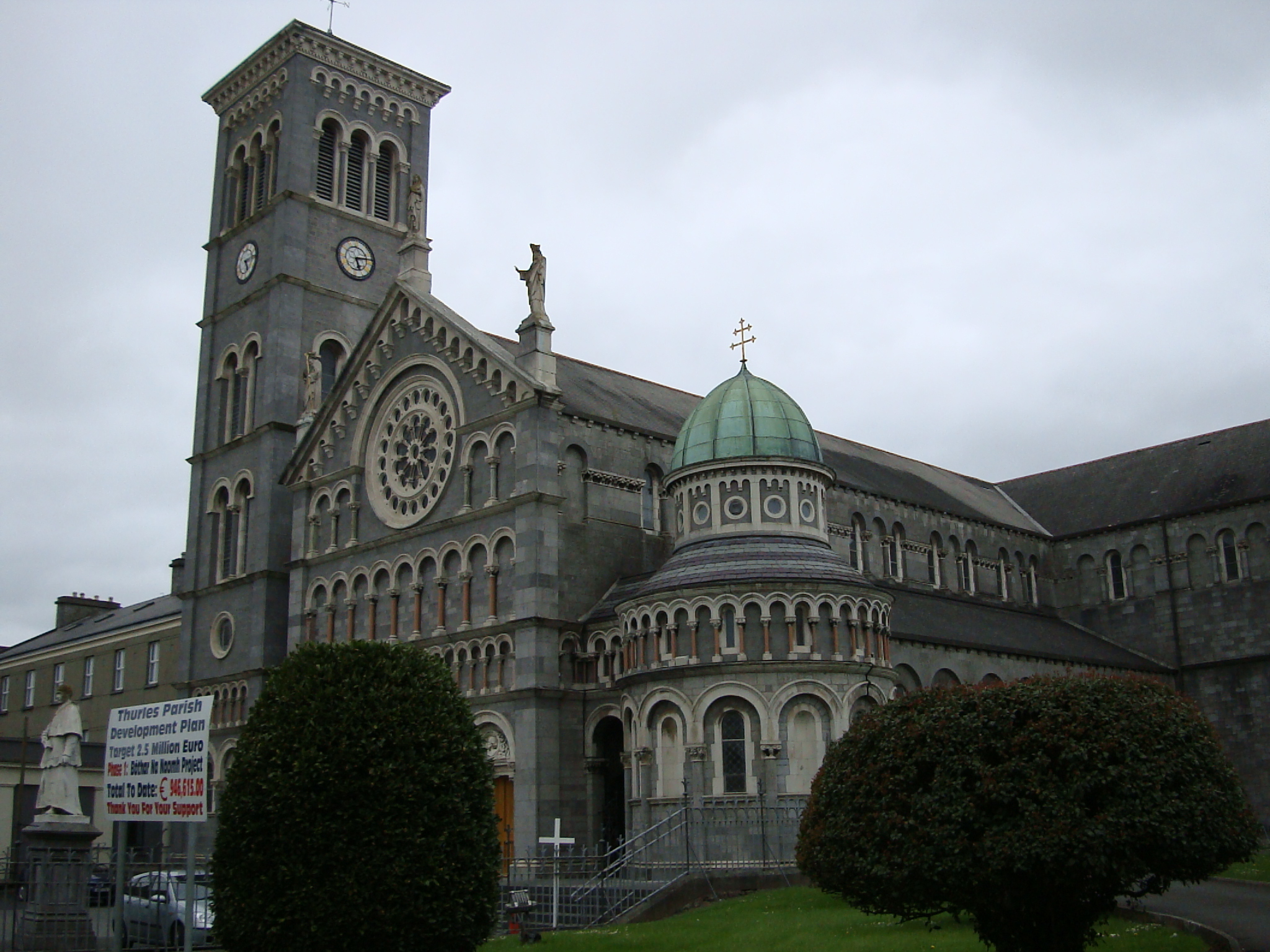
La cattedrale di Thurles.

La città è sede dell'arcidiocesi di Cashel e Emly.